# Rio Real
Rio Real est une municipalité brésilienne de l'État de Bahia et la microrégion d'Alagoinhas. Elle est située à environ 1600 km de Sāo Paulo et 1400 km de Rio de Janeiro.